# Saint-Médard-de-Guizières
Pour les articles homonymes, voir Saint-Médard.
Saint-Médard-de-Guizières est une commune du Sud-Ouest de la France, située dans le département de la Gironde, en région Nouvelle-Aquitaine.

## Géographie

### Localisation
La commune siège en long entre l'A89 au sud, entre Mussidan et Libourne, et les rives de l'Isle au nord. La ligne de chemin de fer Coutras-Tulle passe aux abords est à travers une petite gare.

La commune, traversée par le 45è  Parallèle, est de ce fait située à égale distance du pôle Nord et de l'équateur terrestre (environ 5 000 km).

### Communes limitrophes
Les communes limitrophes sont  Abzac, Camps-sur-l'Isle, Coutras, Lussac, Petit-Palais-et-Cornemps et Saint-Sauveur-de-Puynormand.
|        | Coutras                   |                             |
| Abzac  | Saint-Médard-de-Guizières | Camps-sur-l'Isle            |
| Lussac | Petit-Palais-et-Cornemps  | Saint-Sauveur-de-Puynormand |

### Climat
Pour des articles plus généraux, voir Climat de la Nouvelle-Aquitaine et Climat de la Gironde.
Historiquement, la commune est exposée à un climat océanique aquitain.  
En 2020, Météo-France publie une typologie des climats de la France métropolitaine dans laquelle la commune est exposée à un climat océanique et est dans la région climatique  Aquitaine, Gascogne, caractérisée par une pluviométrie abondante au printemps, modérée en automne, un faible ensoleillement au printemps, un été chaud (19,5 °C), des vents faibles, des brouillards fréquents en automne et en hiver et des orages fréquents en été (15 à 20 jours).
Pour la période 1971-2000, la température annuelle moyenne est de 13,1 °C, avec une amplitude thermique annuelle de 15 °C. Le cumul annuel moyen de précipitations est de 831 mm, avec 11,1 jours de précipitations en janvier et 6,5 jours en juillet. Pour la période 1991-2020, la température moyenne annuelle observée sur la station météorologique la plus proche, située sur la commune de Saint-Émilion à 16 km à vol d'oiseau, est de 13,9 °C et le cumul annuel moyen de précipitations est de 798,1 mm,. Pour l'avenir, les paramètres climatiques de la commune estimés pour 2050 selon différents scénarios d’émission de gaz à effet de serre sont consultables sur un site dédié publié par Météo-France en novembre 2022.

## Urbanisme

### Typologie
Au 1er janvier 2024, Saint-Médard-de-Guizières est catégorisée bourg rural, selon la nouvelle grille communale de densité à sept niveaux définie par l'Insee en 2022.
Elle appartient à l'unité urbaine de Saint-Seurin-sur-l'Isle, une agglomération intra-départementale regroupant trois  communes, dont elle est une commune de la banlieue,,. Par ailleurs la commune fait partie de l'aire d'attraction de Libourne, dont elle est une commune de la couronne,. Cette aire, qui regroupe 24 communes, est catégorisée dans les aires de 50 000 à moins de 200 000 habitants,.

### Occupation des sols

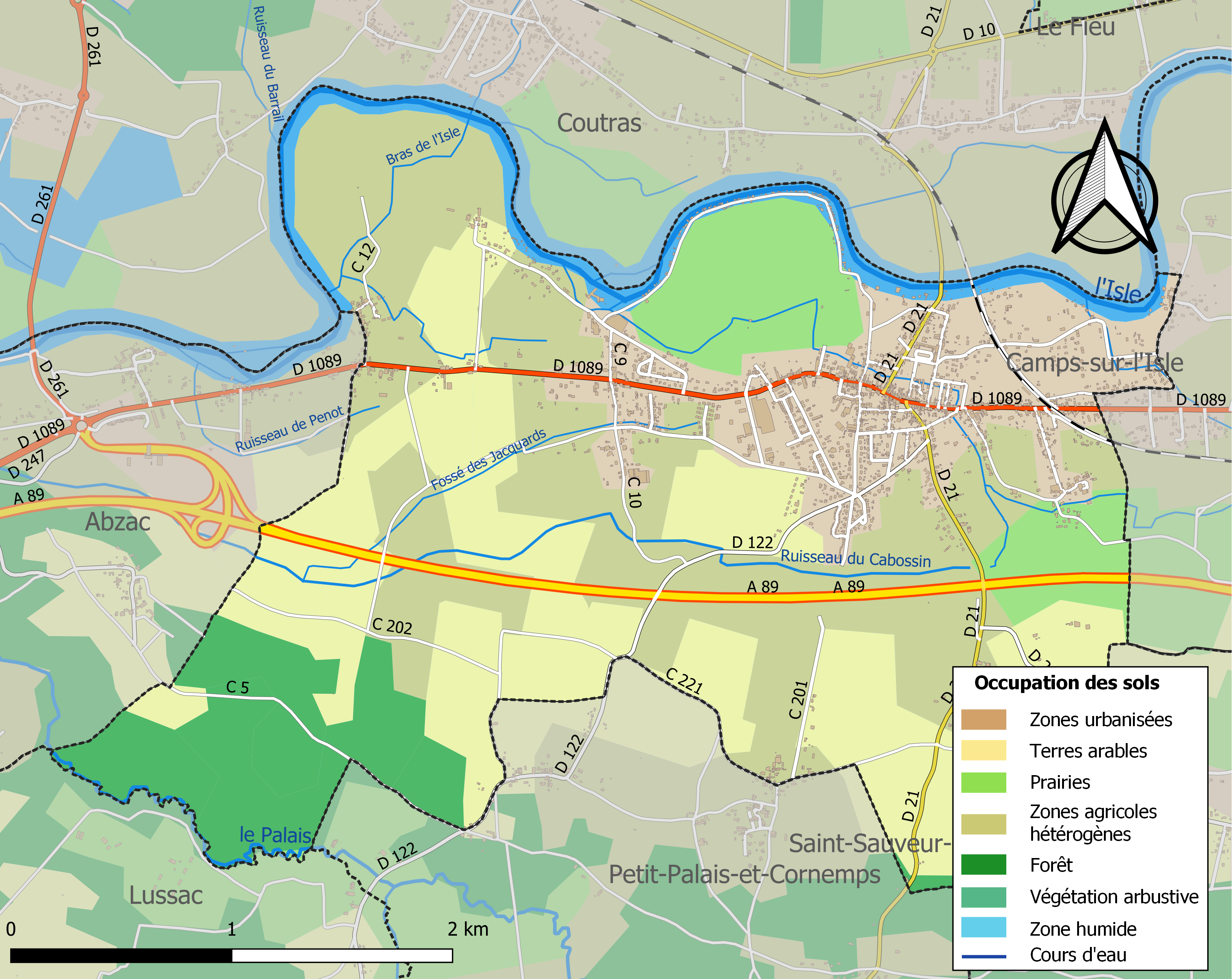
Carte des infrastructures et de l'occupation des sols de la commune en 2018 (CLC).

L'occupation des sols de la commune, telle qu'elle ressort de la base de données européenne d’occupation biophysique des sols Corine Land Cover (CLC), est marquée par l'importance des territoires agricoles (70,1 % en 2018), en diminution par rapport à 1990 (74,8 %). La répartition détaillée en 2018 est la suivante : 
zones agricoles hétérogènes (32,1 %), cultures permanentes (21,9 %), zones urbanisées (16,5 %), forêts (10,2 %), prairies (8,5 %), terres arables (7,7 %), eaux continentales (3,1 %). L'évolution de l’occupation des sols de la commune et de ses infrastructures peut être observée sur les différentes représentations cartographiques du territoire : la carte de Cassini (XVIIIe siècle), la carte d'état-major (1820-1866) et les cartes ou photos aériennes de l'IGN pour la période actuelle (1950 à aujourd'hui).

### Risques majeurs
Le territoire de la commune de Saint-Médard-de-Guizières est vulnérable à différents aléas naturels : météorologiques (tempête, orage, neige, grand froid, canicule ou sécheresse), inondations, mouvements de terrains et séisme (sismicité faible). Un site publié par le BRGM permet d'évaluer simplement et rapidement les risques d'un bien localisé soit par son adresse soit par le numéro de sa parcelle.
Certaines parties du territoire communal sont susceptibles d’être affectées par le risque d’inondation par débordement de cours d'eau, notamment l'Isle et le Palais. La commune a été reconnue en état de catastrophe naturelle au titre des dommages causés par les inondations et coulées de boue survenues en 1982, 1983, 1986, 1993, 1999 et 2009,.
Les mouvements de terrains susceptibles de se produire sur la commune sont des tassements différentiels.

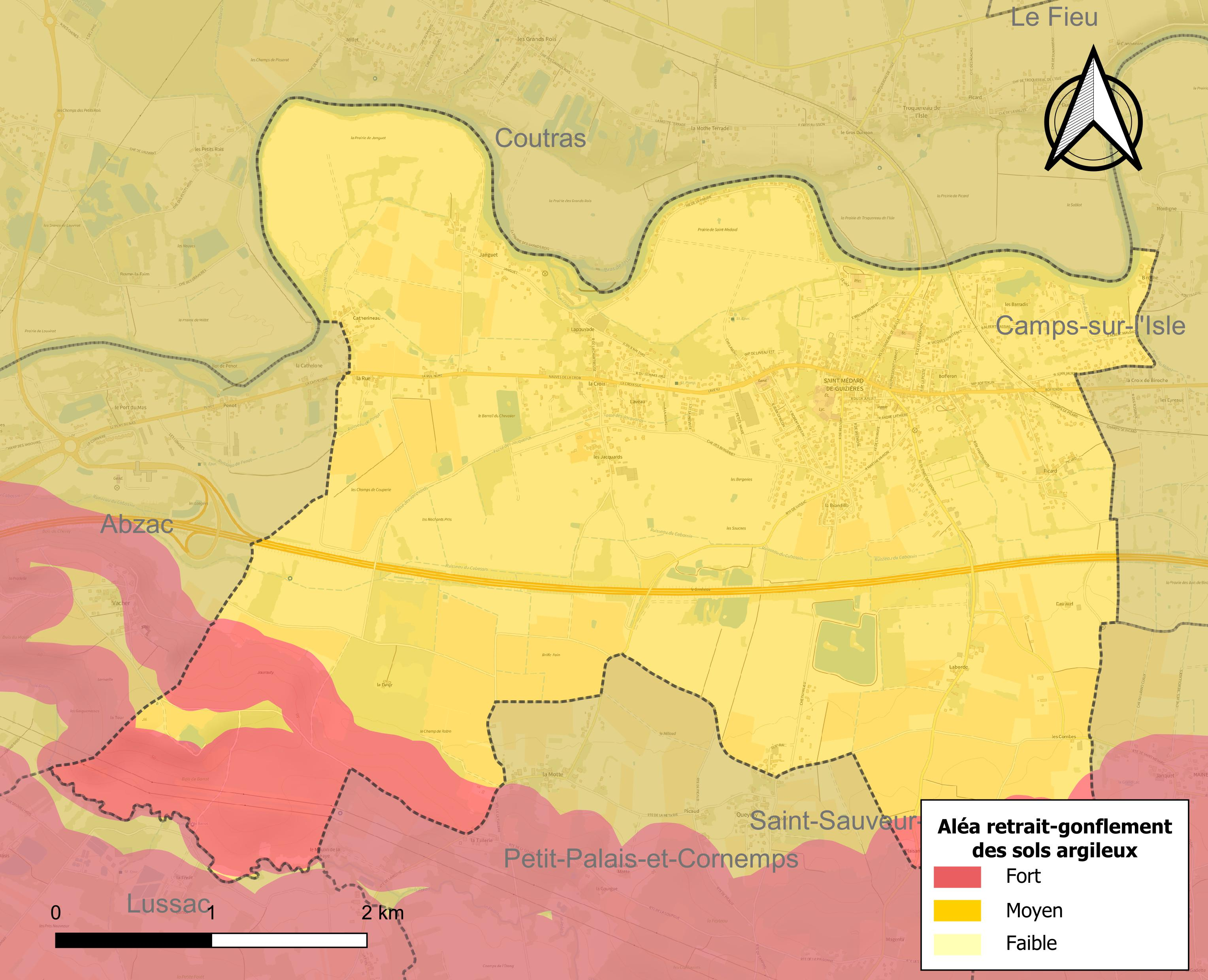
Carte des zones d'aléa retrait-gonflement des sols argileux de Saint-Médard-de-Guizières.

Le retrait-gonflement des sols argileux est susceptible d'engendrer des dommages importants aux bâtiments en cas d’alternance de périodes de sécheresse et de pluie. La totalité de la commune est en aléa moyen ou fort (67,4 % au niveau départemental et 48,5 % au niveau national). Sur les 1 158 bâtiments dénombrés sur la commune en 2019,  1 158 sont en aléa moyen ou fort, soit 100 %, à comparer aux 84 % au niveau départemental et 54 % au niveau national. Une cartographie de l'exposition du territoire national au retrait gonflement des sols argileux est disponible sur le site du BRGM,.
Concernant les mouvements de terrains, la commune a été reconnue en état de catastrophe naturelle au titre des dommages causés par la sécheresse en 1989, 2003, 2005, 2009, 2012 et 2017 et par des mouvements de terrain en 1999.

## Histoire
Le village est connu en 1673 sous le nom de Méard, dont la régence est partagée entre l'abbaye cistercienne de la Faise et la baronnie de Puynormand. La Révolution la rattachera au canton de Coutras. 

L’église, de fondation romane, a conservé son vieux clocher et son abside classés Monuments Historiques. Deux bas-côtés remontent au XIVe siècle, alors que la flèche du clocher date de la fin du XIXe siècle. L’ancien édifice est sans doute accueillant pour les pèlerins de Compostelle qui doivent emprunter le guât (« gué ») de l’Isle pour aller vers Saint Emilion.   Au hameau de Laborde, la maison de la Dîme possède une porte datée de 1600 et surmontée d’un cadran solaire. Dans la forêt, sur les coteaux, le long d’un chemin menant à l’abbaye de Faize, coula la fontaine de Banos au sujet de laquelle circulent des légendes locales. La proximité de l’autoroute A89 dynamise de nos jours la commune.

## Politique et administration

### Jumelages
Wedmore (Grande-Bretagne) depuis 1975

## Population et société

### Démographie
L'évolution du nombre d'habitants est connue à travers les recensements de la population effectués dans la commune depuis 1793. Pour les communes de moins de 10 000 habitants, une enquête de recensement portant sur toute la population est réalisée tous les cinq ans, les populations de référence des années intermédiaires étant quant à elles estimées par interpolation ou extrapolation. Pour la commune, le premier recensement exhaustif entrant dans le cadre du nouveau dispositif a été réalisé en 2004.

En 2022, la commune comptait 2 408 habitants, en évolution de +1,47 % par rapport à 2016 (Gironde : +6,91 %, France hors Mayotte : +2,11 %).
| 1793 | 1800 | 1806 | 1821 | 1831 | 1836 | 1841 | 1846  | 1851  |
| ---- | ---- | ---- | ---- | ---- | ---- | ---- | ----- | ----- |
| 715  | 542  | 720  | 795  | 924  | 979  | 963  | 1 040 | 1 069 |

| 1856  | 1861  | 1866  | 1872  | 1876  | 1881  | 1886  | 1891  | 1896  |
| ----- | ----- | ----- | ----- | ----- | ----- | ----- | ----- | ----- |
| 1 167 | 1 133 | 1 227 | 1 135 | 1 175 | 1 229 | 1 208 | 1 292 | 1 317 |

| 1901  | 1906  | 1911  | 1921  | 1926  | 1931  | 1936  | 1946  | 1954  |
| ----- | ----- | ----- | ----- | ----- | ----- | ----- | ----- | ----- |
| 1 325 | 1 408 | 1 295 | 1 277 | 1 222 | 1 238 | 1 250 | 1 313 | 1 451 |

| 1962  | 1968  | 1975  | 1982  | 1990  | 1999  | 2004  | 2006  | 2009  |
| ----- | ----- | ----- | ----- | ----- | ----- | ----- | ----- | ----- |
| 1 571 | 1 737 | 1 828 | 1 935 | 1 897 | 2 106 | 2 150 | 2 154 | 2 347 |

| 2014  | 2019  | 2022  | - | - | - | - | - | - |
| ----- | ----- | ----- | - | - | - | - | - | - |
| 2 389 | 2 391 | 2 408 | - | - | - | - | - | - |

## Culture locale et patrimoine

### Lieux et monuments
- Église Sainte-Radegonde de Saint-Médard-de-Guizières[29]. L'abside et la travée sous clocher ont été inscrites au titre des monuments historique en 1925[30].

### Personnalités liées à la commune
- Bertrand des Garets, homme politique, ancien député
- Jacques Chastenet, historien, académicien
- Daniel de Montplaisir écrivain, historien

nés dans la commune
- Pierre Sarrazin (1854-1931), homme politique
- Guillaume Chastenet de Castaing (1858-1933), homme politique
- Marcel Berthomé, ancien maire de St Seurin sur l'Isle (1922-2023).

### Héraldique
| Blason de Saint-Médard-de-Guizières | « De sable à la fasce ondée cousue d’azur, sommé d’un lion issant d’or armé et lampassé de gueules et soutenue d’une coquille versée aussi d’or. » |